# Jos Wong
Josephus Johannes Wilhelmus (Jos) Wong Lun Hing, (Roermond, 10 maart 1928 – Amsterdam, 19 mei 2009) was een Nederlands beeldhouwer.

## Leven en werk
Wong Lun Hing is een Chinees-Surinaamse familienaam. Jos Wong, zoals hij gewoonlijk werd genoemd, was een zoon van Adolf Benjamin John Wong Lun Hing, huisarts in Roermond, en Anna Catharina Maria Hubertina Franssen. Net als zijn broer Dolf
kreeg hij een opleiding aan de Rijksakademie van beeldende kunsten, hij was een leerling van Piet Esser. Hij woonde en werkte vanaf 1947 in Amsterdam. Wong maakte abstracte beelden en speelplastieken. Hij werkte aanvankelijk in brons, later in metaal en aluminium. Hij ontving een studiebeurs van Maison Descartes (1958) en een reisbeurs van CRM (1968). Rond 1977 kreeg de mensfiguur meer aandacht in zijn werk. Wong was bevriend met Shinkichi Tajiri, door wie hij ook werd geïnspireerd. Hij exposeerde meerdere malen en was lid van de Beroepsvereniging van Beeldende Kunstenaars.
De kunstenaar was vanaf 1958 vijfentwintig jaar docent aan de Gerrit Rietveld Academie. Tot zijn leerlingen behoorden Berend Bodenkamp, Rob Elderenbos, Marianne van den Heuvel, Liesbeth Pallesen, Joop van Rijs en Miep Maarse. Wong overleed in 2009, op 81-jarige leeftijd. Hij werd begraven op Zorgvlied.

## Werken (selectie)
- 1953 danseresje, geschenk van de Koninklijke Marechaussee voor de 15e verjaardag van prinses Beatrix
- 1957 Communicatieapparatuur, Amsterdam
- 1958 betonreliëf De jeugd, gemeentelijk lyceum, Den Helder (herplaatst aan de Molukkenstraat)
- 1969 Speelplastieken, ontworpen voor Delflandplein, Overtoomse Veld; sinds 2015 Etnastraat
- 1980 Molentjes op perron Verrijn Stuartweg (metrostation), Amsterdam
- 1980 speelplastiek, Kopseweg, Nijmegen
- 1981 Vibrating figure, Soestdijk
- 1992 Seven Steps, 	Wijkpark Overbos, Hoofddorp

## Foto's

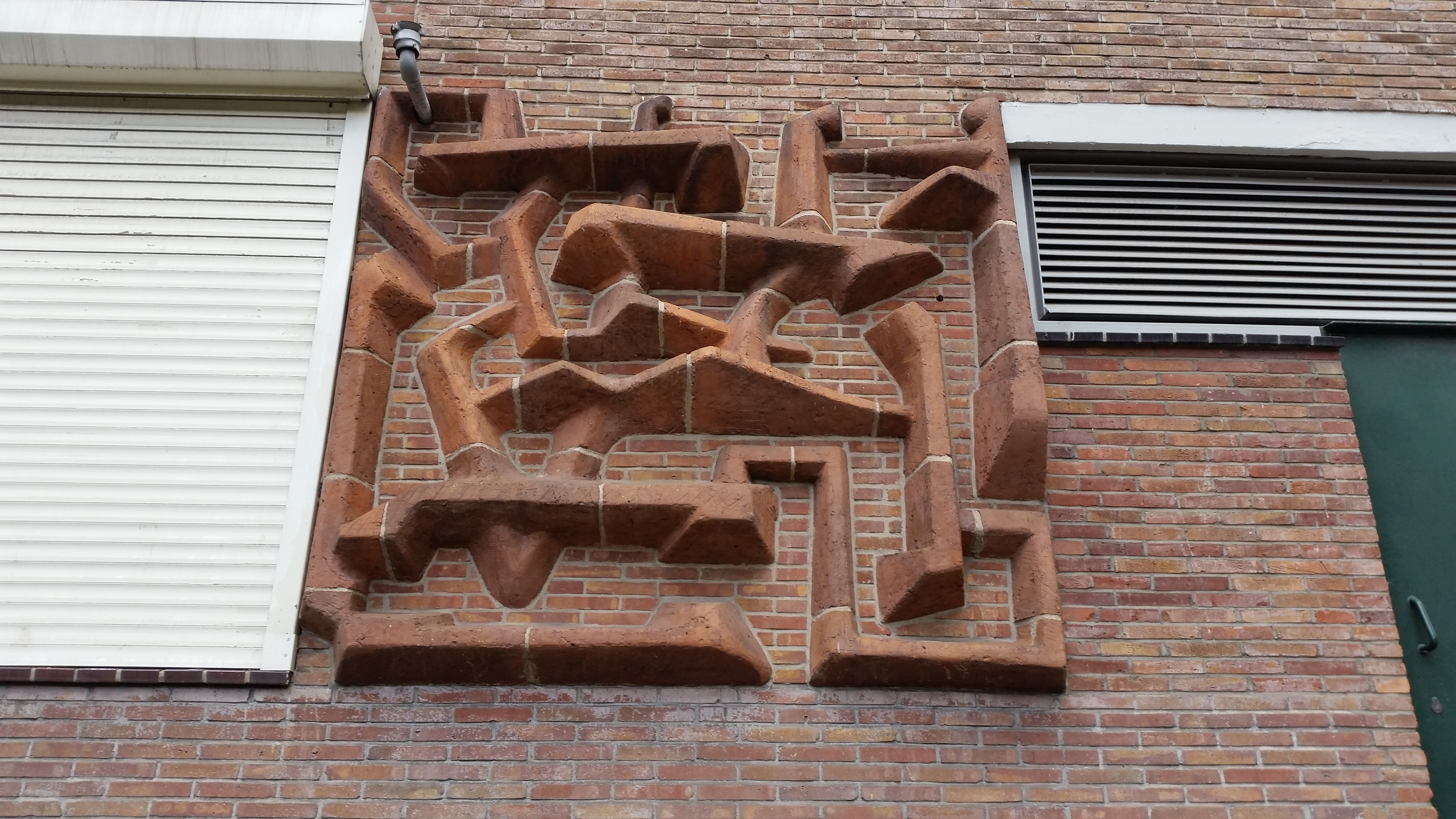
Communicatieapparatuur (1957)
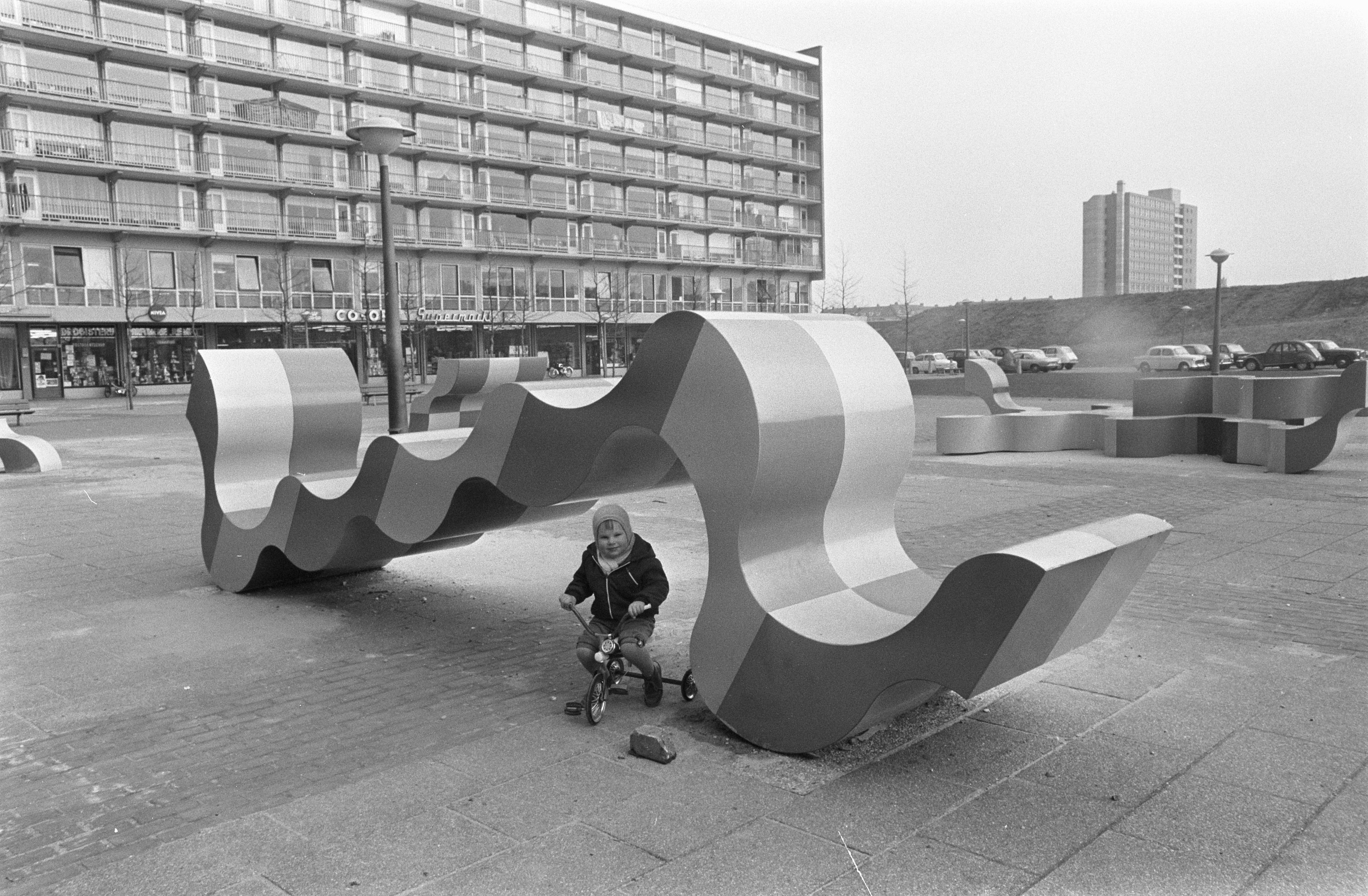
speelplastieken (1969)
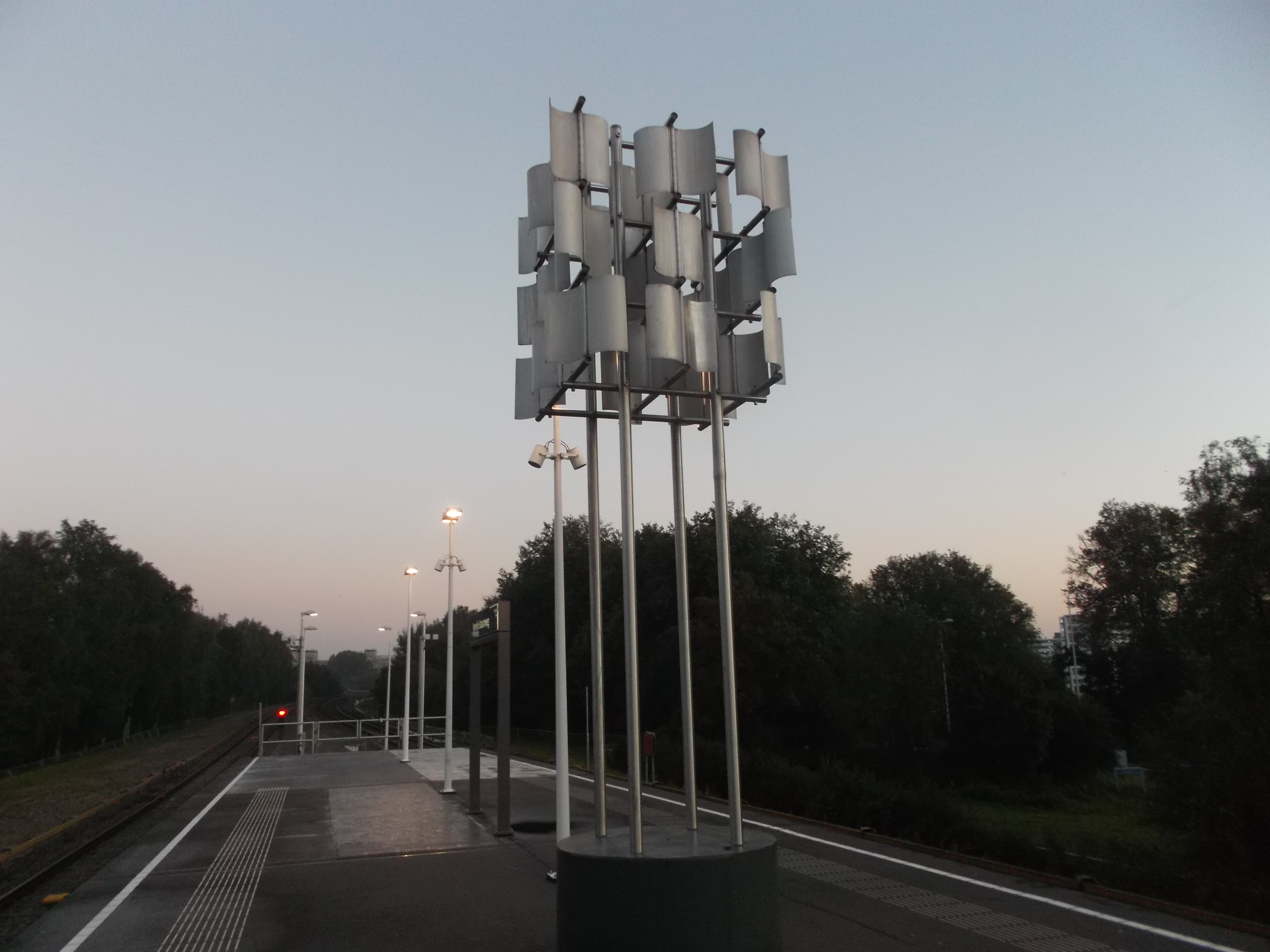
windmolen (1980)

- RKD-Nederlands Instituut voor Kunstgeschiedenis: 85480
- Virtual International Authority File: 291307490